# Autumn Winds BEST FROM OFF COURSE
『Autumn Winds BEST FROM OFF COURSE』（オータム・ウインズ・ベスト・フロム・オフコース）は、1988年8月28日に発売されたオフコース通算6作目の非監修ベスト・アルバム。

## 解説
レコード会社主導によるベスト・アルバム。レコード、CD、カセットテープの3形態で発売された。
「秋ゆく街で」は、ライブ・アルバム『秋ゆく街で ⁄ オフ・コース・ライヴ・イン・コンサート』から収録されている。
本作は翌年に発売された非監修ベスト・アルバム『autumn songs best from off course』とは、収録曲が異なっている。

## 収録曲
| 全編曲: オフコース (#12以外)。 |                        |            |      |
| #                              | タイトル               | 作詞・作曲 | 時間 |
| 1.                             | 「さよなら」           | 小田和正   | 4:58 |
| 2.                             | 「愛を止めないで」     | 小田和正   | 3:51 |
| 3.                             | 「心 はなれて」        | 小田和正   | 3:32 |
| 4.                             | 「哀しいくらい」       | 小田和正   | 5:08 |
| 5.                             | 「冬が来るまえに」     | 小田和正   | 5:44 |
| 6.                             | 「秋の気配」           | 小田和正   | 3:51 |
| 7.                             | 「いくつもの星の下で」 | 鈴木康博   | 4:23 |
| 8.                             | 「愛あるところへ」     | 小田和正   | 4:45 |
| 9.                             | 「汐風のなかで」       | 鈴木康博   | 3:48 |
| 10.                            | 「言葉にできない」     | 小田和正   | 6:21 |
| 11.                            | 「その時はじめて」     | 小田和正   | 4:19 |
| 12.                            | 「秋ゆく街で (LIVE)」  | 小田和正   | 3:14 |

## リリース履歴
| # | 発売日        | リリース              | 規格 | 品番      | 備考               |
| - | ------------- | --------------------- | ---- | --------- | ------------------ |
| 1 | 1988年8月28日 | EXPRESS / TOSHIBA EMI | CD   | CT32-5274 |                    |
| 1 | 1988年8月28日 | EXPRESS / TOSHIBA EMI | CT   | ZT32-5274 | カセット同時発売。 |